# Göttingens botaniska trädgård

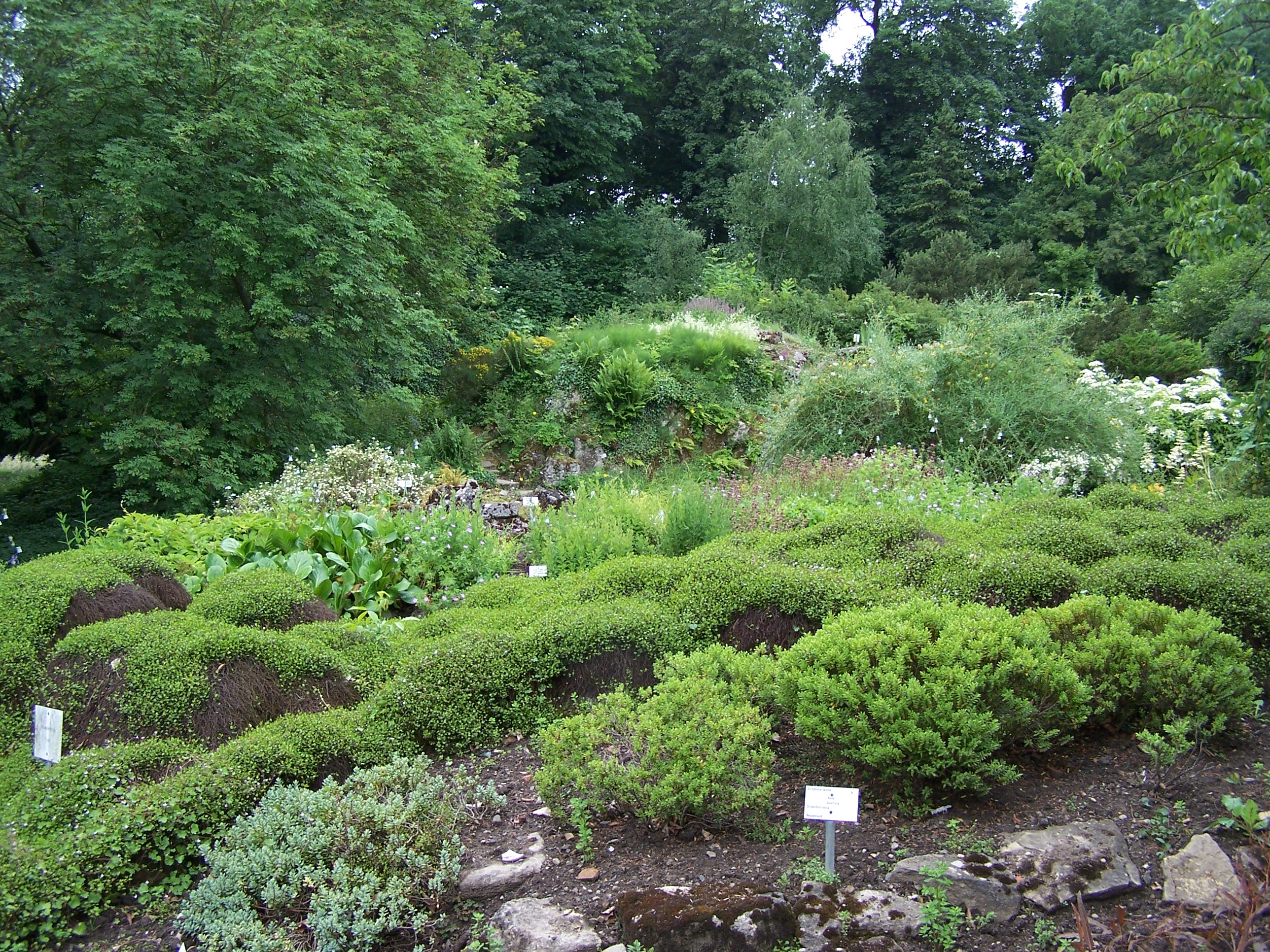
Göttingens botaniska trädgård.

Göttingens botaniska trädgård, även benämnd Göttingens universitets botaniska trädgård, är en botanisk trädgård som förvaltas av Göttingens universitet. Trädgården grundades år 1736 av Albrecht von Haller.